# 大宝 (日本)
大宝（701年三月廿一—704年五月初十）是飛鳥時代文武天皇的年號。朱鳥年號以後至大宝年號以前，由於持統天皇即位並停用年號，這段期間沒有年號。

## 改元
- 文武天皇五年三月廿一（701年5月3日）：建元大宝。
- 大宝四年五月初十（704年6月16日）：改元庆云。

## 來源
- 《周易》系辞下：
  - “天地之大德曰生，圣人之大宝曰位”

## 紀年
| 大宝 | 元年  | 二年  | 三年  | 四年  |
| ---- | ----- | ----- | ----- | ----- |
| 公元 | 701年 | 702年 | 703年 | 704年 |
| 干支 | 辛丑  | 壬寅  | 癸卯  | 甲辰  |

## 參看
- 日本年號索引
  - 其他使用大寶年號的政權
- 同期存在的其他政权的紀年
  - 大足（701年正月—十月）：武周政权武則天的年号
  - 長安（701年十月—704年十二月）：武周政权武則天的年号